# Pedro III de Alexandria
Papa Pedro III de Alexandria (m. 490), também conhecido como Mongo ou Mongo (em grego: ; romaniz.: Mongos; "gago") foi um Papa de Alexandria de 477 até a sua morte. Após o ano de 482, ele também é reconhecido como Patriarca de Alexandria pela Igreja Ortodoxa Grega de Alexandria.

## Biografia
Após o Concílio de Calcedônia, Pedro Mongo era um ardente defensor do miafisismo e um diácono de Timóteo Eluro. Após Timóteo ter incitado o assassinato do calcedônio Protério em 457, Mongo participou ativamente da perseguição aos calcedônios.
Quanto Timóteo, que tinha sido expulso em 460 e voltado em 475, morreu, em 477, seus seguidores elegeram Mongo para sucedê-lo. Porém, o imperador bizantino Zenão trouxe Timóteo Salofaciol, um calcedônio que tinha suplantado Eluro antes, em 460, de volta à Alexandria e condenou Mongo à morte.
Ele escapou e permaneceu escondido até 482 No ano anterior, João I Talaia tinha sucedido Timóteo Salofaciol como Patriarca. Porém, como Talaia se recusou a assinar o Henótico do imperador Zenão (que praticamente suplantava o Concílio de Calcedônia), o imperador o expulsou e reconheceu Mongo como o legítimo Patriarca na condição de que ele assinasse o documento. Mongo aceitou e, após tomar posse da sé, ele enviou uma nota de sua sucessão para os demais Patriarcas (veja Pentarquia). O Patriarca de Constantinopla, Acácio de Constantinopla então colocou seu nome no rol dos Patriarcas de Alexandria.
Talaia tinha, enquanto isso, fugido para Roma, onde ele foi recebido pelo Papa Félix III, que se recusou a reconhecer Mongo e defendeu os direitos de Talaia em duas cartas à Acácio. Como ele mantinha o Henótico e a comunhão com Mongo, o Papa excomungou os dois Patriarcas em 484 Este cisma acaciano duraria até 519
Mongo se tornou o principal campeão dos miafisistas. Ele realizou um sínodo para condenar Calcedônia e dessecrou as tumbas de seus dois predecessores calcedônios (Protério e Timóteo Salofaciol). Quando Acácio morreu, em 489, Mongo encorajou seu sucessor, o Patriarca Fravita de Constantinopla a manter o cisma com Roma. O sucessor de Fravita, Eufêmio de Constantinopla, procurou resolver o cisma excomungando Mongo, que terminou por morrer logo em seguida, em 490

## Obras
Diz-se que ele teria escrito muitos livros, dos quais nada chegou até nós. Uma pretensa correspondência entre ele e Acácio (em copta) foi comprovada como sendo espúria por Amélineau em "Memoires publiés par les membres de la mission archéologique française au Caire", IV (Paris, 1888), 196-228.